# Bibliotheek Zottegem

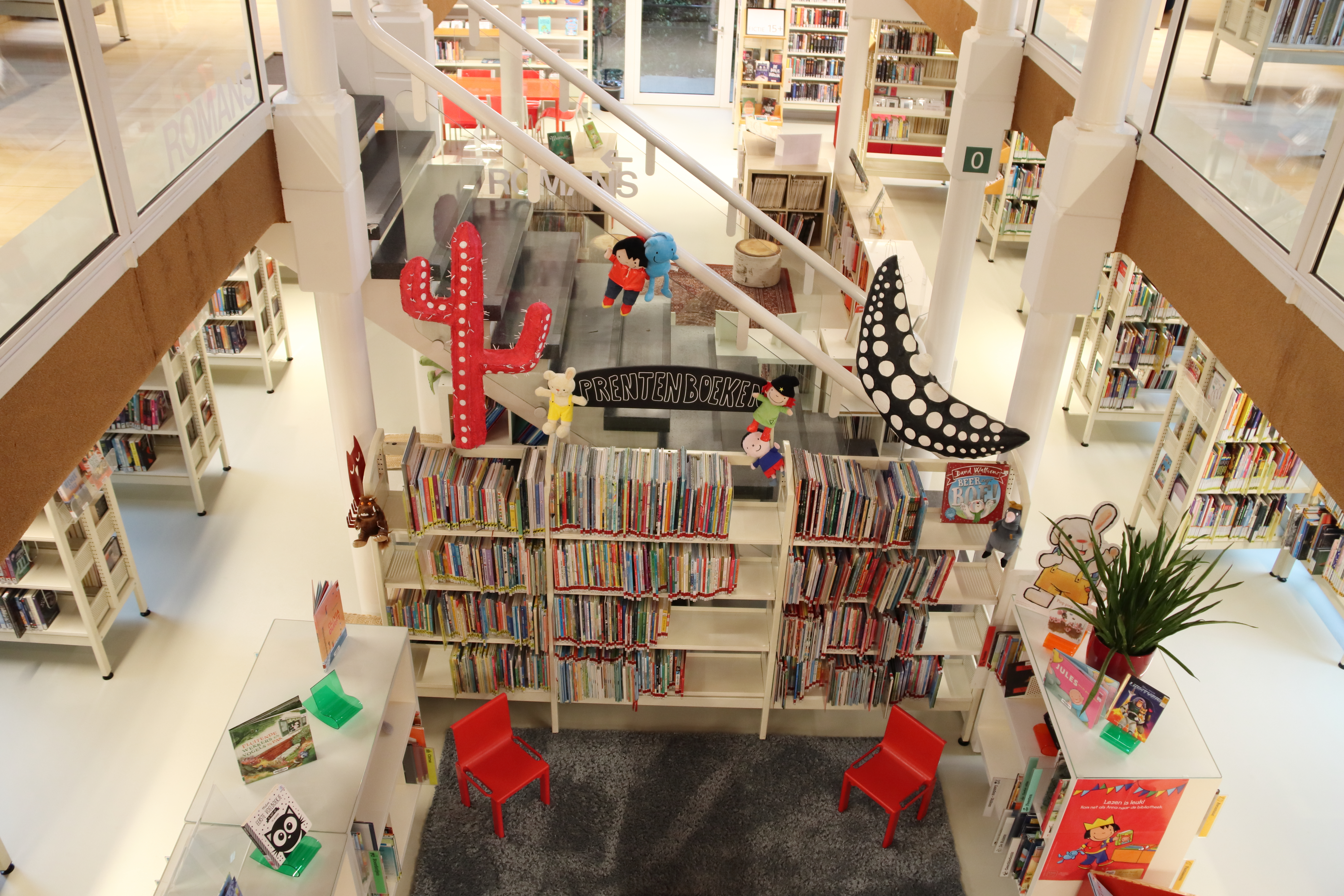
De bibliotheek na de renovatie van 2024

Bibliotheek Zottegem of de Openbare (stads)bibliotheek Zottegem is de openbare bibliotheek van de Belgische stad Zottegem, ze is gevestigd in het Egmontkasteel in het Egmontpark.
Sinds 2004 werkt de Zottegemse bibliotheek samen met de bibliotheken van Sint-Lievens-Houtem, Oosterzele, Herzele, Lierde en Geraardsbergen onder de noemer 'Route42'.

## Geschiedenis
De eerste gemeentelijke bibliotheek in Zottegem werd opgericht in 1965 aan de Provinciebaan in huidige deelgemeente Velzeke-Ruddershove (er bestonden al vrije (katholieke) bibliotheken). In 1971 verhuisde de bibliotheek naar de Paddestraat in Velzeke-Ruddershove.
In 1982 werd de Zottegemse bibliotheek overgebracht naar het Egmontkasteel in het Egmontpark. De Zottegemse bibliotheek werd in 1985 erkend als voltijdse Plaatselijke Openbare Bibliotheek (POB) en nam verschillende vrije bibliotheken over (A.K.O.B., V.O.B. Rerum Novarum en V.O.B. Erwetegem). Tussen 1986 en 1988 werd een nieuwbouw opgetrokken naast het Egmontkasteel voor de uitbreiding van de Zottegemse bibliotheek. In 1990 nam de stadsbibliotheek V.O.B. Sint-Martinus over. 
Het Egmontkasteel werd gerestaureerd tussen 1993 en 1996; de bibliotheek nam tijdelijk haar intrek in de Congregatiekapel. In 2002 werd een leescafé met leesterras ingericht. In 2009 werd een Letterenkamer gecreëerd, in 2013 volgden een Kunstkamer, Groene Kamer en Stille Kamer. In 2017 werd een muurschildering aangebracht door Klaas Van der Linden aan het leesterras. Tussen 2022 en 2024 werd het Egmontkasteel opnieuw gerestaureerd. De bibliotheek nam daarom tijdelijk haar intrek in een pand aan de Buke.
In september 2024 keerde de vernieuwde bibliotheek terug naar het gerestaureerde Egmontkasteel; de feestelijke opening vond plaats op 5 oktober 2024.

## Activiteiten
Door de bibliotheek worden verschillende maatschappelijke en literair-culturele activiteiten georganiseerd, waaronder voorleesuurtjes, selfmade pop-upmarkt, Jeugdboekenmaand, weesgedichten, Voorleesweek, Week van de Smaak, Boekstart, gedichtenwedstrijden, SamenLezen, auteurslezingen, 'Boekbezoek' aan huis, Kunstendag voor kinderen, zadenbibliotheek, kunstautomaat 'Art Snacky', kunsttentoonstellingen, Digipunt, Leesclub Zottegem, brei- en haakclub Café Crochet, codeerclub CoderDojo en LOSS Kunstenfestival.